# Tim Staffell
Timothy John „Tim“ Staffell (* 24. února 1948 Londýn) je britský rockový zpěvák, baskytarista, kytarista a designér. V roce 1968 byl spolu s kytaristou Brianem Mayem a bubeníkem Rogerem Taylorem členem skupiny Smile. V roce 1970 skupinu opustil a tak Brian May s Rogerem Taylorem k sobě přizvali Freddie Mercuryho a Johna Deacona, aby v roce 1971 společně založili skupinu Queen.

## Životopis
Narodil se v Londýně. Studoval na Hampton School. Svou kariéru započal ve skupině Railroaders. V roce 1964 na jednom ze svých koncertů potkal spolužáka z Hampton School Briana Maye, s nímž založili blues rockovou skupinu nazvanou 1984. K nim se přidal baskytarista Dave Dilloway, klávesista John Sanger a bubeník Richarde Thompson. V roce 1965 si udělal kurz grafiky a kreslení na Ealing Art College, kde se spřátelil s Freddie Mercurym. V roce 1968 skupinu 1984 opustil a ještě v tomtéž roce spolu s kytaristou Brianem Mayem a bubeníkem Rogerem Taylorem založili skupinu Smile. V roce 1970 i skupinu Smile opustil a připojil se k Humpy Bongovi, aby vyzkoušel experimentální a progresivní rock v seskupení nazvaném Morgan, se kterým vydal alba Nova Solis a Brown Out.
Po odchodu ze skupiny Morgan se rozhodl pro kariéru modeláře, designéra, animátora a tvůrce reklam. Mezi projekty, na nichž pracoval, byla televizní adaptace BBC Stopařův průvodce po Galaxii a také byl hlavním tvůrcem první řady dětské televizní show Lokomotiva Tomáš.
V roce 2001 se vrátil k hudbě spolu s dlouholetým spolupracovníkem Richardem Lightmanem. Založili novou blues-funkovou skupinu s názvem aMIGO, která čerpala inspiraci z latiny a rocku. V roce 2003 vydali stejnojmenné album s verzemi písní skupiny Smile. Album bylo vydáno samostatně a bylo dostupné na CD-R s omezenou edicí (méně jak 300 kopií), později bylo vydáno na iTunes. V dubnu 2018 byl pozván, aby spolu s členy skupiny Smile (Brianem Mayem a Rogerem Taylorem) nahrál svou část písně "Doin 'Alright" pro nadcházející soundtrack k filmu Bohemian Rhapsody, který vypráví životní příběh Freddie Mercuryho.. Hudební nahrávka byla vydána 19. října 2018 a premiéra filmu byla o tři dny později.
Druhé album Two Late bylo vydáno na digitálních platformách 26. října 2018 a po něm mělo následovat omezené vydání v polovině listopadu. Staffell potvrdil, že již pracuje na svém třetím sólovém albu s názvem Zero Margin. V červenci 2019 bylo album „aMIGO“ znovu vydáno.

## Diskografie
Skupina: Smile:
- Earth / Step on Me (1969: singl)
- Gettin' Smile (1982: LP, jen v Japonsku): Doing Alright, Blag, April Lady, Polar Bear, Earth, Step on Me

Skupina: Morgan:
- Nova Solis (1972: Album)
- Brown Out (1976: Album)

Sólová diskografie:
- aMIGO (2003: Album) – s Brianem May (zpěv) a kytaristou Rogerem Taylorem - Earth a Doin’ Alright